# کلاهبرداری سکه ثامن
شرکت بازرگانی آریو پرگاس آیلین به مدیریت فرهاد زاهدی فر با عنوان سکه ثامن که از سال ۹۵ فعالیت خود را در زمینه مرکز معاملات سکه و طلای آب شده، معاملات حواله شنبه ای طلا، معاملات جهانی انس طلا، گشایش اعتبارات و ال سی، واردات و صادرات کالاهای مجاز، اخذ وام و اعتبارات ارزی و ریالی از تمام بانک‌های خارجی و داخلی به صورت مجازی آغاز کرد، در شهریور ماه ۱۳۹۷ با عدم پاسخگویی به کاربران و عدم واریز وجوه کاربران، به کلاهبرداری میلیاردی متهم شد و پس از آن اعلام ورشکستگی کرده‌است. آمار غیررسمی و تأیید نشده از مالباختگان شرکت سکه ثامن خبر از کلاهبرداری ۱۵ هزار میلیارد تومانی از حدود ۳۰۰۰ نفر کاربر فعال این سایت می‌دهد.
وبگاه سکه ثامن در تیر ماه ۱۳۹۶ از وزارت صنعت، معدن و تجارت نماد اعتماد الکترونیکی(eنماد) دریافت کرده که متناسب با مجوز اتحادیه صنف طلافروشان در سال ۹۵ بوده‌است، اما کمی قبل از اعلام ورشکستگی از سوی این شرکت، نماد اعتماد الکترونیکی کسب و کارهای اینترنتی صفحه مربوط به سایت سکه ثامن را مسدود کرد.
برخورداری این شرکت از نماد اعتماد الکترونیکی از وزارت صنعت، معدن و تجارت، نماد ساماندهی(شامد) از وزارت فرهنگ و ارشاد اسلامی و مجوز اتحادیه صنف طلافروشان و همچنین گزارش‌های تبلیغاتی خبرگزاری‌های رسمی و رسانه‌ها، مانند خبرگزاری فارس، ایسنا و … باعث ایجاد اعتماد بین مردم شده و افرادی که سرمایه‌های خود را در اختیار این شرکت قرار داده بودند، اطمینان داشتند این شرکت حداقل تأیید شده و دارای مجوز است.
به گفته غلامحسین محسنی اژه‌ای سخنگوی قوه قضاییه، فرهاد زاهدی فر، متهم اصلی سکه ثامن در دسترس نیست و اینکه آیا فرار کرده یا از کشور خارج شده مشخص نیست.
پس از روزها گمانه زنی و اخبار تأیید نشده دربارهٔ وضعیت مدیر سایت سکه ثامن، یک مقام عالی‌رتبه قضایی ایران در تاریخ ۷ مهر ۱۳۹۷ خروج این فرد از کشور را تأیید کرده‌است. دادستان تهران گفته با اینکه مدیر سایت سکه ثامن از ایران خارج شده و در دسترس نیست، «اما تمام حساب‌ها و اموالش از جمله املاک و تعدادی اتومبیل گرانقیمت توقیف شده‌است.»
نیروی انتظامی در تاریخ ۱۴ مهرماه ۱۳۹۷ با صدور اطلاعیه ای اعلام کرد: «فرهاد زاهدی فر» مدیرعامل شرکت تجارت الکترونیکی ثامن معروف به «سکه ثامن» که از هزاران نفر از طریق سایت سکه ثامن، صدها میلیارد تومان در چند استان کلاهبرداری و از کشور متواری شده بود با اقدامات فنی، عملیاتی و اطلاعاتی پلیس فتا در یکی از کشورها شناسایی و با همکاری پلیس بین‌الملل ناجا و قوه قضائیه بازداشت و شب گذشته از طریق فرودگاه بین‌المللی امام خمینی (ره) به کشور بازگردانده شد.
طبق گفته کاربران سکه ثامن، پلیس فتا در اقدامی حساب برخی از کاربرانی که در سکه ثامن معامله انجام داده بودند را مسدود کرده، که اقدام پلیس فتا باعث خدشه دار شدن اعتماد الکترونیکی و نزول شاخص کسب و کار می‌شود.
برابر آخرین اعلام دادستان تهران (عباس جعفری دولت‌آبادی) چهار هزار نفر شکایت کرده‌اند و برآورد بدهی‌ها ۳۵۰۰ میلیارد تومان است که موجودی‌ها فقط تقریباً صد میلیارد تومان است شایان ذکر است که اتحادیه طلا و جواهر تهران و سایت وابسته به آن نیز نسبت به تبلیغات گسترده‌ای در این خصوص داشت ولی پس از رونمایی از کلاهبرداری صورت گرفته سایت اتحادیه طلا و جواهر وابستگی خود به سایت tgju.ir را لغو و از روی تابلو خود نیز عبارت سایت را حذف کرد
اولین تجمع مالباختگان سکه ثامن در سال ۹۸ در تاریخ ۲۵ فروردین مقابل دادسرای تهران انجام گرفت
در حال حاضر پیرو رایزنی‌های صورت پذیرفته از سوی رئیس دستگاه قضا یک سوم طلب مالباختگان پرداخت شده‌است و مقرر گردیده‌است طلب مالباختگان تا سی میلیون تومان تماماً تسویه گردد 
به گفته رسول کوهپایه زاده، وکیل مالباختگان پرونده موسوم به "سکه ثامن" اخیرا رای قطعی این پرونده در یکی از شعبات دادگاه تجدید نظر استان تهران صادر شده است.
براساس "حکم قطعی صادر شده" فرهاد زاهدی فر، مدیرعامل شرکت سکه ثامن و متهم ردیف اول این پرونده به ۱۵ سال حبس، دو سال تبعید پس از اتمام مدت حبس محکوم شده است؛ از دیگر محکومیتها که وکیل مالباختگان بر اساس حکم دادگاه به آن اشاره کرده دو سال ممنوعیت از فعالیت در مشاغل مرتبط با ارز، طلا، سکه و همچنین سایت‌های کسب و کار در فضای مجازی است.
غلامحسین اسماعیلی سخنگوی قوه قضاییه اواخر دی ماه سال پیش (۱۳۹۸) از صدور حکم بدوی خبر داده بود.
او گفته بود: "متهم اصلی این پرونده علاوه بر ١۵ سال حبس تعزیری به مبلغ سه هزار و ۶۵١ میلیارد و ۶۵۴ میلیون و ٩٧۵ هزار و ۶٨ ریال رد مال در حق شکات محکوم شده است." او همچنین گفته بود: "از مجموع مبلغ رد مال ٧٠ میلیارد تومان پیش از صدور حکم به شکات استرداد شده است." سکه ثامن که به نام شرکت "آریو پرگاس آیلین" به ثبت رسیده بود به صورت آنلاین فعالیت داشت و در سال ۱۳۹۵ کار خود را شروع کرد.
موسسه "سکه ثامن" به مدیریت فرهاد زاهدی فر تا حدود دو سال پیش در خرید و فروش آنلاین انواع سکه‌های طلا و همچنین طلای آب شده فعالیت داشت و هزاران کاربر از طریق سایت متعلق به او معامله می‌کردند.